# 771 Libera
771 Libera è un asteroide della fascia principale del diametro medio di circa 29,38 km. Scoperto nel 1913, presenta un'orbita caratterizzata da un semiasse maggiore pari a 2,6522796 UA e da un'eccentricità di 0,2470141, inclinata di 14,93881° rispetto all'eclittica.
Il suo nome è in onore di un'amica dello scopritore.